# Циновиц
Циновиц (њем. Zinnowitz) општина је у њемачкој савезној држави Мекленбург-Западна Померанија. Једно је од 89 општинских средишта округа Остфорпомерн. Према процјени из 2010. у општини је живјело 3.726 становника. Посједује регионалну шифру (AGS) 13059107.

## Географски и демографски подаци
Циновиц се налази у савезној држави Мекленбург-Западна Померанија у округу Остфорпомерн. Општина се налази на надморској висини од 5 метара. Површина општине износи 9,0 km². У самом мјесту је, према процјени из 2010. године, живјело 3.726 становника. Просјечна густина становништва износи 412 становника/km².